# Eu și cavalerul meu
Eu și cavalerul meu (engleză My Knight and Me) este un serial de animație franco-belgian de fantezie pentru copii, creat de Joeri Christiaen. Este produs de studioul TeamTO în colaborare cu Cake Entertainment. Serialul servește ca un spin-off al filmului 850 meters, avându-l în distribuție pe personajul principal, cavalerul Henry.
Premiera în lumea întreagă a serialului a fost în Belgia, pe 28 august 2016 pe canalul OUFtivi. A avut apoi premiera în Franța pe 3 noiembrie 2016 pe Télétoon+. În celelalte țări, mai ales în țările europene, este difuzat pe Boomerang. Serialul și-a început difuzarea în Statele Unite pe 2 ianuarie 2017 pe Cartoon Network.
Premiera în România a fost pe 12 decembrie 2016 pe canalul Boomerang.

## Premisă
Serialul vorbește despre Henry de Mandarin, un cavaler fermecător, puțin naiv, dar foarte curajos, despre fiul său isteț, Jimmy, și cea mai bună prietenă a sau din Regatul Epic, Prințesa Cat. Cat este o prințesă rebelă care se alătură în aventurile lor incredibile pentru a lupta împotriva răufăcătorilor din regat.
Împreună sunt de neoprit, iar totul devine mult mai ușor și amuzant.

## Personaje

### Personaje principale
- Jimmy Scutierul de Mandarin (en. Jimmy of Orange the Squire) - Jimmy este fiul lui Henri de Mandarin, un scutier neconvențional ce dorește să-și folosească creierul și să improvizeze decât să urmărească metodele antice a celorlalți cavaleri.
- Prințesa Cat (en. Cat the Princess) - Cat este o prințesă băiețoasă căruia îi place să meargă cu Jimmy și Henri în aventurile lor. Chiar dacă ai săi o dezaprobează, ea visează să devină în curând un cavaler.
- Henri de Mandarin (en. Henri of Orange) - Henri este tatăl lui Jimmy blajin dar oarecum naiv. El este un tată susținător pentru fiul său excentric, dar nu prea este de acord să o includă și pe Cat în aventurile lor de salvare a regatului. Mai este și un muzician talentat, și este văzut rar fără mandolina sa de încredere numită Mandy. Henri călărește pe calul său credincios Torpilă, și caută să-și execute datoriile ca un cavaler tradițional . Dar, de cele mai multe ori el are nevoie de ideile inovatoare ale fiului său pentru a învinge inamicul.

### Personaje secundare
- Regina - Regina este mama lui Cat a cărui fiică încearcă să-i ascundă în mod constant aventurile de care are parte. În ciuda dezaprobărilor sale aparente, Regina a admis că este o admiratoare a Lebedei, un erou îmbrăcat în negru din zilele ei de tinerețe.
- Cavalerul Roșu (en. Knight of Red) - Cavalerul Roșu este un cavaler ce antrenează scutierii în pregătirea pentru eventualul rang de cavaler. Acesta se comportă ca un antrenor de gimnastică stereotip și cară peste tot unde merge un fluier.
- Perlin - Perlin este vrăjitorul rezident al regatului ce este puțin neatent.
- Colbert - Colbert este un călugăr scund și ochelarist ce are grijă de misiunile fiecărui cavaler. Într-un episod s-a dovedit că acesta sa antrenat pentru a fi un cavaler, dar a eșuat din cauza staturii sale mici, astfel fiind pus în rolul curent.
- Domnișoara Fontaine (en. Lady Fontaine) - Domnișoara Fontaine este profesoara lui Cat de la Școala Prințeselor. Este adesea frustrată de comportamentul băiețesc al lui Cat, iar Cat este forțată să evadeze din școală pentru a merge în aventuri.
- Wilfred de Alb (en. Wilfred the White) - Wilfred este un cavaler egoist și laș căruia îi pasă mai mult de imaginea sa decât de datoriile sale de cavaler. El este unchiul lui Lance, ce îi este scutier, și este un mare competitor și rival al lui Henri. Dar Henri este de obicei insensibil în fața batjocurilor și comentariile înjositoare ale lui Wilfred. Wilfred este primul cavaler al Regatului Epic, dar și-a obținut poziția prin șiretlicuri și și-o menține prin metode diabolice, aliindu-se cu Vrăjitoarea din Pădurea Blestemată și cu Șobolanii negri .
- Lance de Alb (en. Lance of White) - Lance este scutierul lui Wilfred și în același timp rivalul lui Jimmy. El este un copil răsfățat și bogat căruia îi place să îl antagonizeze pe Jimmy, în special când el și Henri fac ceva jenant.
- Cavalerii - Ei sunt diverși cavaleri aproape identici ce servesc ca personaje de fundal și uneori comedie. Aspectele sale sunt acoperite de coifurile lor, în timp ce garda personală a Reginei poartă ochelari. Nu este neobișnuit pentru ei să apară în lenjerie bătătoare și boxeri scurți, fiind ca o fază comună.
- Bjorn - Bjorn este un tânăr dragon și fiul lui Jack răul. Nu ca și tatăl său, acesta nu are nici o problemă cu oamenii din Epic și nu arată nici un fel de răutate, chiar fiind prieten cu Jimmy și ajutându-l de mai multe ori în aventurile sale.

### Răufăcători
- Vrăjitoarea din Pădurea Blestemată (en. Cursed Forest Witch) - Vrăjitoarea din Pădurea Blestemată este o vrăjitoare malefică ce a trăit de mult în Epic dar a fost alungată de către Regină. Acum aceasta dorește mult să pună stăpânire pe regat cu magia sa întunecată. O fază comună este atunci când vrăjitoarea este transformată într-o broască de către propria magie.
- Jack cel Rău (en. Bad Jack) - Jack cel Rău este cel mai de temut dragon din Regatul Epic și un antagonist frecvent al lui Jimmy, Cat și Henri.
- Șobolanii negri (en. Black Rats) - Șobolanii negri reprezintă un grup de șobolani antropomorfici de mărimea unui om ce poartă armuri jegoase și măști colorate. De oibcei aceștia amenință călătorii, fie de unii singuri sau aliați cu ceilalți răufăcători din serial. Aceștia sunt puțini similari și aduc aminte de Țestoasele Ninja.
- Ciclopul - Ciclopul este un gigant cu un singur ochi ce vorbește rar dar este o amenințare ocazională pentru regat. Este bine cunoscut pentru obsesia sa de armuri de cavaler, aceasta fiind motivația principală pentru multe dintre ieșirile sale violente.

## Episoade
| Premiera     | Premiera   | N/o | Titlu român                             | Titlu englez                  |
| ------------ | ---------- | --- | --------------------------------------- | ----------------------------- |
|              |            |     |                                         |                               |
| PRIMUL SEZON |            |     |                                         |                               |
|              |            |     |                                         |                               |
| 26.12.2016   | 12.12.2016 | 01  | Cum să salvezi o prințesă               | How To Save a Princess        |
|              |            |     |                                         |                               |
| 28.12.2016   | 12.12.2016 | 02  | Cat și lebăda                           | The Cat and the Swan          |
|              |            |     |                                         |                               |
| 30.12.2016   | 13.12.2016 | 03  | Vânători de vrăjitoare                  | Witch Hunters                 |
|              |            |     |                                         |                               |
| 03.01.2017   | 14.12.2016 | 04  | Mandolină rea                           | Bad Bad Mandolin              |
|              |            |     |                                         |                               |
| 04.01.2017   | 15.12.2016 | 05  | Balul epic                              | Epic Ballroom                 |
|              |            |     |                                         |                               |
| 04.01.2017   | 16.12.2016 | 06  | Victimele modei                         | Fashion Victims               |
|              |            |     |                                         |                               |
| 05.01.2017   | 19.12.2016 | 07  | Atacul scutierului gigant               | Attack of the 50ft Squire     |
|              |            |     |                                         |                               |
| 05.01.2017   | 20.12.2016 | 08  | Coiful epic                             | The Helmet of Epic            |
|              |            |     |                                         |                               |
| 06.01.2017   | 21.12.2016 | 09  | Provocarea                              | The Challenge                 |
|              |            |     |                                         |                               |
| 06.01.2017   | 22.12.2016 | 10  | Gărzile reginei                         | Queen’s Guard                 |
|              |            |     |                                         |                               |
| 09.01.2017   | 23.12.2016 | 11  | Cavalerul de pe drum                    | The Road Knight               |
|              |            |     |                                         |                               |
| 10.01.2017   | 26.12.2016 | 12  | Trafic epic                             | Epic Traffic                  |
|              |            |     |                                         |                               |
| 11.01.2017   | 13.02.2017 | 13  | Vrăjitoarea din mlaștină                | The Stinky Swamp Witch        |
|              |            |     |                                         |                               |
| 12.01.2017   | 14.02.2017 | 14  | Festivalul recoltei                     | The Harvest Festival          |
|              |            |     |                                         |                               |
| 13.01.2017   | 15.02.2017 | 15  | Comoara capcană                         | Treasure Trap                 |
|              |            |     |                                         |                               |
| 17.01.2017   | 16.02.2017 | 16  | Ghici cine vine la cină                 | Guess Who’s Coming For Dinner |
|              |            |     |                                         |                               |
| 18.01.2017   | 17.02.2017 | 17  | Colbert neînfricatul                    | Fearless Colbert              |
|              |            |     |                                         |                               |
| 19.01.2017   | 20.02.2017 | 18  | Cat pusă în sac                         | Cat’s in the Bag              |
|              |            |     |                                         |                               |
| 20.01.2017   | 21.02.2017 | 19  | Concursul de talente                    | Talent Show                   |
|              |            |     |                                         |                               |
| 23.01.2017   | 22.02.2017 | 20  | Jack cel bun                            | The Good Jack                 |
|              |            |     |                                         |                               |
| 24.01.2017   | 23.02.2017 | 21  | Henri infractorul                       | Henri The Felon               |
|              |            |     |                                         |                               |
| 25.01.2017   | 24.02.2017 | 22  | Epic mic                                | Epically Small                |
|              |            |     |                                         |                               |
| 26.01.2017   | 27.02.2017 | 23  | Ronny și monstrul de piatră             | Ronny And The Rock Monster    |
|              |            |     |                                         |                               |
| 01.02.2017   | 28.02.2017 | 24  | Călărețul de dragon                     | The Dragon Rider              |
|              |            |     |                                         |                               |
| 02.02.2017   | 01.03.2017 | 25  | Armistițiul                             | Cease Fire                    |
|              |            |     |                                         |                               |
| 03.02.2017   | 02.03.2017 | 26  | Vrăjitorii                              | The Sorcerers                 |
|              |            |     |                                         |                               |
| 06.02.2017   | 05.06.2017 | 27  | Ziua părinte/copil                      | Parent/Children Day           |
|              |            |     |                                         |                               |
| 07.02.2017   | 06.06.2017 | 28  | Dintele norocos                         | Lucky Tooth                   |
|              |            |     |                                         |                               |
| 08.02.2017   | 07.06.2017 | 29  | Înapoi la școală                        | Back to School                |
|              |            |     |                                         |                               |
| 09.02.2017   | 08.06.2017 | 30  | Echipa cea rea                          | The Mean Team                 |
|              |            |     |                                         |                               |
| 10.02.2017   | 09.06.2017 | 31  | Eu și tatăl meu                         | My Dad and Me                 |
|              |            |     |                                         |                               |
| 13.02.2017   | 12.06.2017 | 32  | Prins în fapt                           | Caught on Tape                |
|              |            |     |                                         |                               |
| 14.02.2017   | 13.06.2017 | 33  | Clone roșii                             | Red Dawn                      |
|              |            |     |                                         |                               |
| 05.06.2017   | 14.06.2017 | 34  | Un cal putere                           | No So Fast                    |
|              |            |     |                                         |                               |
| 06.06.2017   | 15.06.2017 | 35  | Prințesa Jimmy                          | Princess Jimmy                |
|              |            |     |                                         |                               |
| 07.06.2017   | 16.06.2017 | 36  | Kurt, scutierul strălucitor             | Kurt the Shining Squire       |
|              |            |     |                                         |                               |
| 08.06.2017   | 19.06.2017 | 37  | Bătrânul roșu                           | Old Red                       |
|              |            |     |                                         |                               |
| 09.06.2017   | 20.06.2017 | 38  | Jimmy face sport                        | Jimmy Works Out               |
|              |            |     |                                         |                               |
| 12.06.2017   | 21.06.2017 | 39  | Jack adormitul                          | Sleeping Jack                 |
|              |            |     |                                         |                               |
| 13.06.2017   | 22.06.2017 | 40  | Întoarcerea Lebedei                     | The Return of the Swan        |
|              |            |     |                                         |                               |
| 14.06.2017   | 23.06.2017 | 41  | Scurgerea                               | The Leak                      |
|              |            |     |                                         |                               |
| 15.06.2017   | 26.06.2017 | 42  | Cine e scutierul?                       | Who's The Squire              |
|              |            |     |                                         |                               |
| 16.06.2017   | 27.06.2017 | 43  | Cavaler nu așa furios                   | Not So Angry Knight           |
|              |            |     |                                         |                               |
| 19.06.2017   | 28.06.2017 | 44  | Jimmy invizibilul                       | Invisible Jimmy               |
|              |            |     |                                         |                               |
| 20.06.2017   | 29.06.2017 | 45  | Rockstar Henri                          | Henri the Rockstar            |
|              |            |     |                                         |                               |
| 21.06.2017   | 30.06.2017 | 46  | Operațiune plăcintă cu mere             | Operation Apple Pie           |
|              |            |     |                                         |                               |
| 22.06.2017   | 03.07.2017 | 47  | Înșelătorie la curtea majestății        | Mischief At Princess High     |
|              |            |     |                                         |                               |
| 23.06.2017   | 04.07.2017 | 48  | Brânza magică                           | Getting Cheesy                |
|              |            |     |                                         |                               |
| 26.06.2017   | 05.07.2017 | 49  | În serviciul majestății sale            | At Her Majesty's Service      |
|              |            |     |                                         |                               |
| 27.06.2017   | 06.07.2017 | 50  | Eu și cavalerul meu, eu și dragonul meu | My Knight, My Dragon, and Me  |
|              |            |     |                                         |                               |
| 28.06.2017   | 07.07.2017 | 51  | Fanul Lebedei                           | The Swan's Biggest Fan        |
|              |            |     |                                         |                               |
| 29.06.2017   | 10.07.2017 | 52  | Visul epic                              | Epic Dream                    |
|              |            |     |                                         |                               |

## Legături externe
- Eu și cavalerul meu la Internet Movie Database